# 척삭

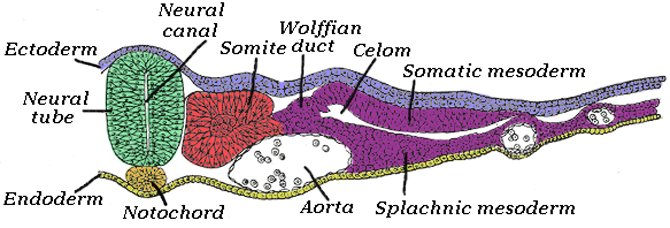
45시간 동안 배양한 닭배아의 횡단면 모습

척삭(脊索, notochord)은 척삭동물에서 볼 수 있는 결합 조직의 일종이다. 원장(原腸)의 배벽이 신경관의 배쪽을 따라 방망이 모양으로 부풀어 있고, 외피는 내외 두 층의 막에 싸여 있다. 바깥쪽의 막은 얇고 탄력이 있는 막이고 안쪽의 막은 섬유 모양의 층인데, 양쪽이 다 척삭에서 분비된 것이다. 척추동물에서는 척삭이 척추로 바뀌게 된다. 또 척삭이 있는 동물을 척삭동물문으로 분류한다. 주변에서 볼 수 있는 비교적 고등한 동물들(어류, 양서류, 파충류, 조류, 포유류)은 대부분 척삭동물문의 척추동물아문에 속한다. 또한 동물들의 유연관계를 따질 때 척삭의 유무가 상위 개념이기 때문에 척삭이 있는 미더덕이 오징어보다 인간과의 유연관계가 가깝다고 한다.

## 참고 자료
- 이 문서에는 다음커뮤니케이션(현 카카오)에서 GFDL 또는 CC-SA 라이선스로 배포한 글로벌 세계대백과사전의 내용을 기초로 작성된 글이 포함되어 있습니다.